# Биково (Волгоградська область)
Биково (рос. Быково) — робітниче селище у Биковському районі Волгоградської області Російської Федерації. Адміністративний центр району.
Населення становить 7357 осіб. Входить до складу муніципального утворення Биковське міське поселення.

## Історія
Населений пункт розташований у межах українського історичного та культурного регіону Жовтий Клин.
Згідно із законом від 21 лютого 2005 року № 1010-ОД органом місцевого самоврядування є Биковське міське поселення.

## Населення
| 1959  | 1970  | 1979  | 1989  | 2002  | 2009  | 2010  |
| ----- | ----- | ----- | ----- | ----- | ----- | ----- |
| 4900  | ↗6775 | ↗7444 | ↗7827 | ↗8250 | ↗8440 | ↘7719 |
| 2012  | 2013  | 2014  | 2015  | 2016  | 2017  | 2018  |
| ↗7796 | ↗7800 | ↗7866 | ↘7826 | ↘7746 | ↘7650 | ↘7502 |
| 2019  |       |       |       |       |       |       |
| ↘7357 |       |       |       |       |       |       |

## Персоналії
У селищі народилися:
- Желтяков Євген Іванович (1924—1991) — радянський живописець і педагог.
- Ташков Євген Іванович (1926—2012) — радянський, російський кінорежисер, сценарист, актор.